# 제89회 아카데미상
제89회 아카데미상은 영화 예술 과학 아카데미 (AMPAS)가 주최하는 상이며, 2016년 영화를 대상으로 2017년 2월 26일 미국 캘리포니아주 로스앤젤레스 할리우드의 돌비 극장에서 열렸다. 미국에서 ABC를 통해 방송되며, 마이클 데루카와 제니퍼 토드가 프로듀서이며, 지미 키멀이 진행을 맡았다.

## 수상 및 후보
제89회 아카데미 상 후보 목록은 2017년 1월 24일에 발표되었다. 《라라랜드》는 총 14개 부문에 후보로 올리며 역대 최다 타이(1950년의 《이브의 모든 것》, 1997년의 《타이타닉》)에 올랐고, 《컨택트》와 《문라이트》는 각각 8개 부문 후보에 이름을 올렸다.
《문라이트》는 흑인 출신 각본가/감독이 작품상을 수상한 최초의 작품이 되었다. 총 상영 시간 467분에 이르는 《O.J.: 메이드 인 아메리카》는 1969년 아카데미 외국어 영화상을 수상한 《전쟁과 평화》의 상영 시간 431분을 앞지르며, 아카데미 상을 수상한 최장 시간 영화가 되었다. 남우주연상을 수상한 케이시 에플렉과 그의 형 벤 에플렉은 아카데미 상을 수상한 16번째 형제가 되었다. 마허샬라 알리는 아카데미 상을 수상한 최초의 무슬림 배우가 됐다. 비올라 데이비스는 오스카, 에미, 골든 글러브상을 수상하며 흑인 배우 중 최초로 트리플 크라운에 올랐다. 32세의 데이미언 셔젤은 감독상을 수상한 가장 어린 인물이 되었고, 종전의 기록은 1931년에 코미디 영화 《스키피》로 수상한 33세의 먼 터로그였다.
케빈 오코넬은 《핵소 고지》로 마침내 수상을 하며, 음향 효과상 부문에 20개의 후보를 올렸으나 모두 수상하지 못하며 그의 길고 긴 무관의 역사를 끝냈다. 《문라이트》의 디디 가드너는 제작을 맡은 영화가 두 차례나 수상한 최초의 여성이 되었고, 그녀의 종전 작품은 《노예 12년》이었다. 이번 시상식은 제70회 아카데미 상 이래로 19년만에 처음으로 실존 인물을 연기하여 연기 부문상에서 수상자가 없던 경우였다. 또한 제70회 아카데미 상 이후로 남자 연기상을 미국인이 수상한 경우이기도 했다.

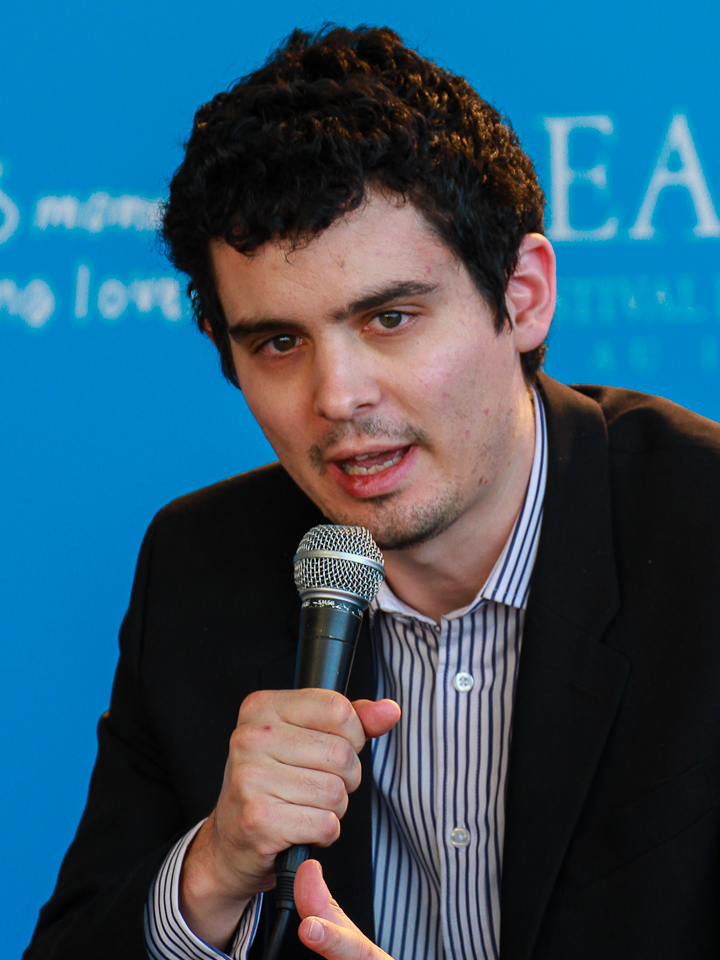
감독상 수상자 데이미언 셔젤

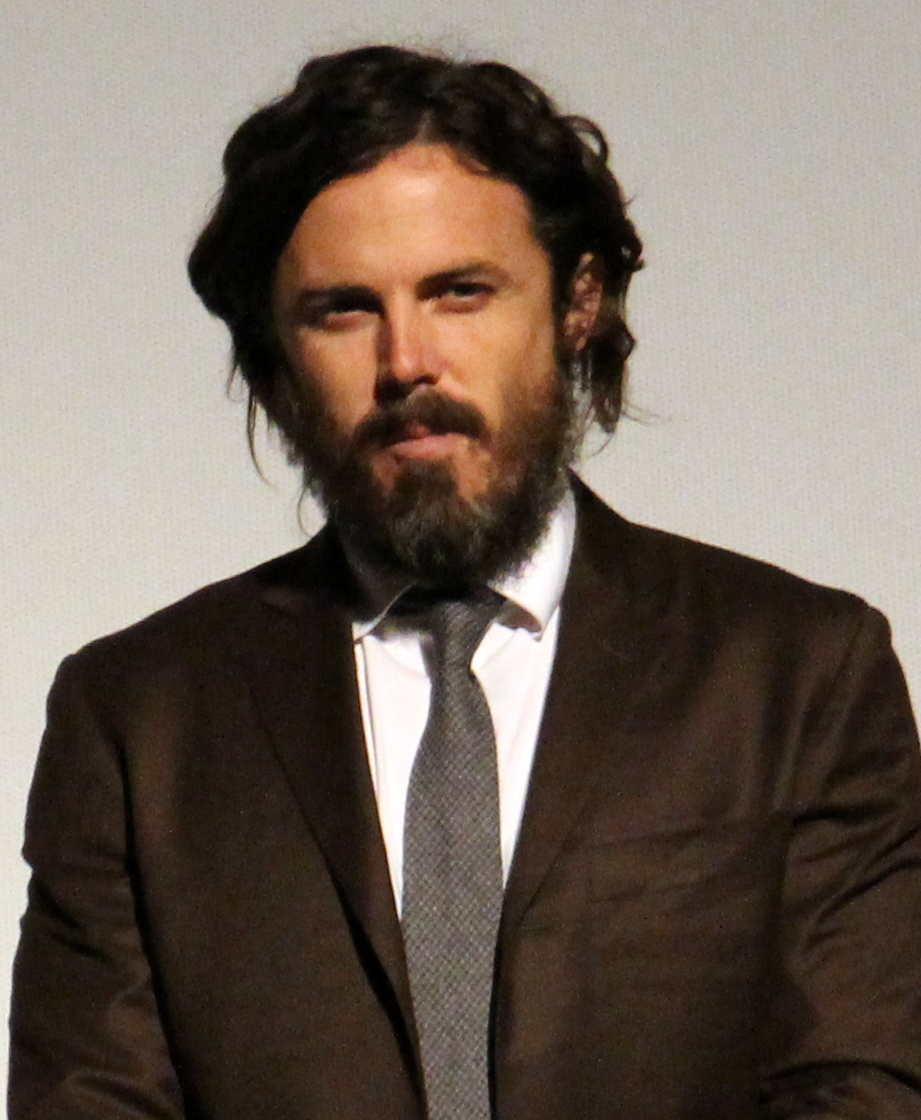
남우주연상 수상자 케이시 에플렉

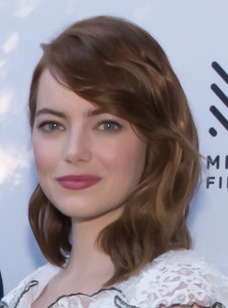
여우주연상 수상자 엠마 스톤

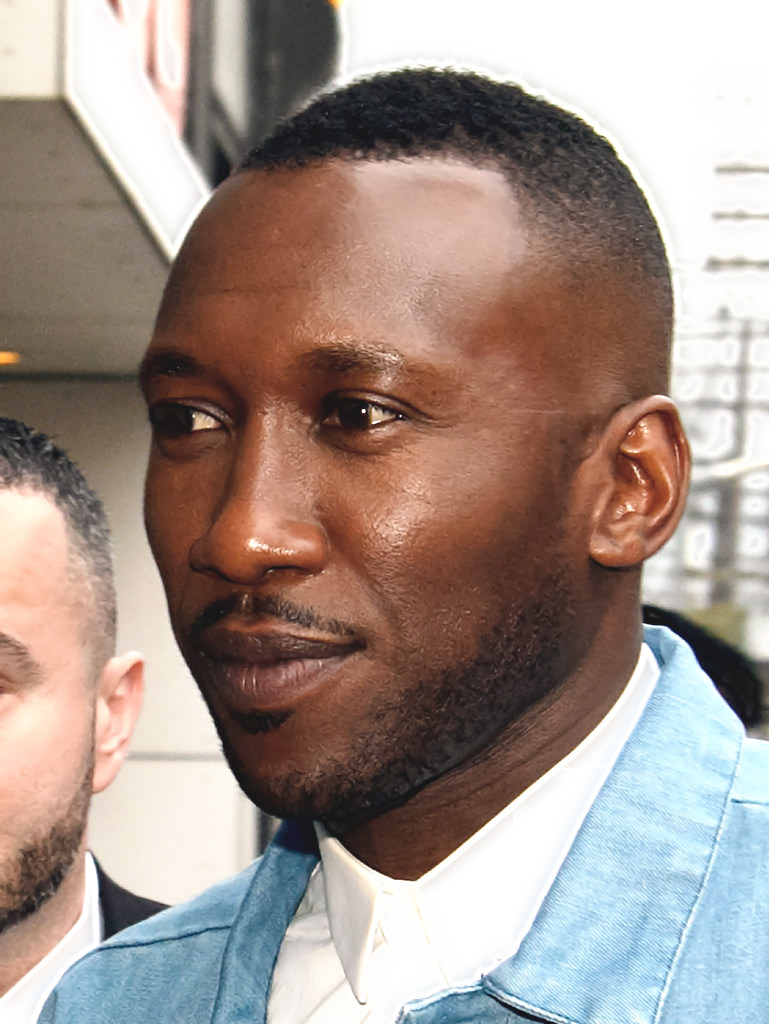
남우조연상 수상자 마허샬라 알리

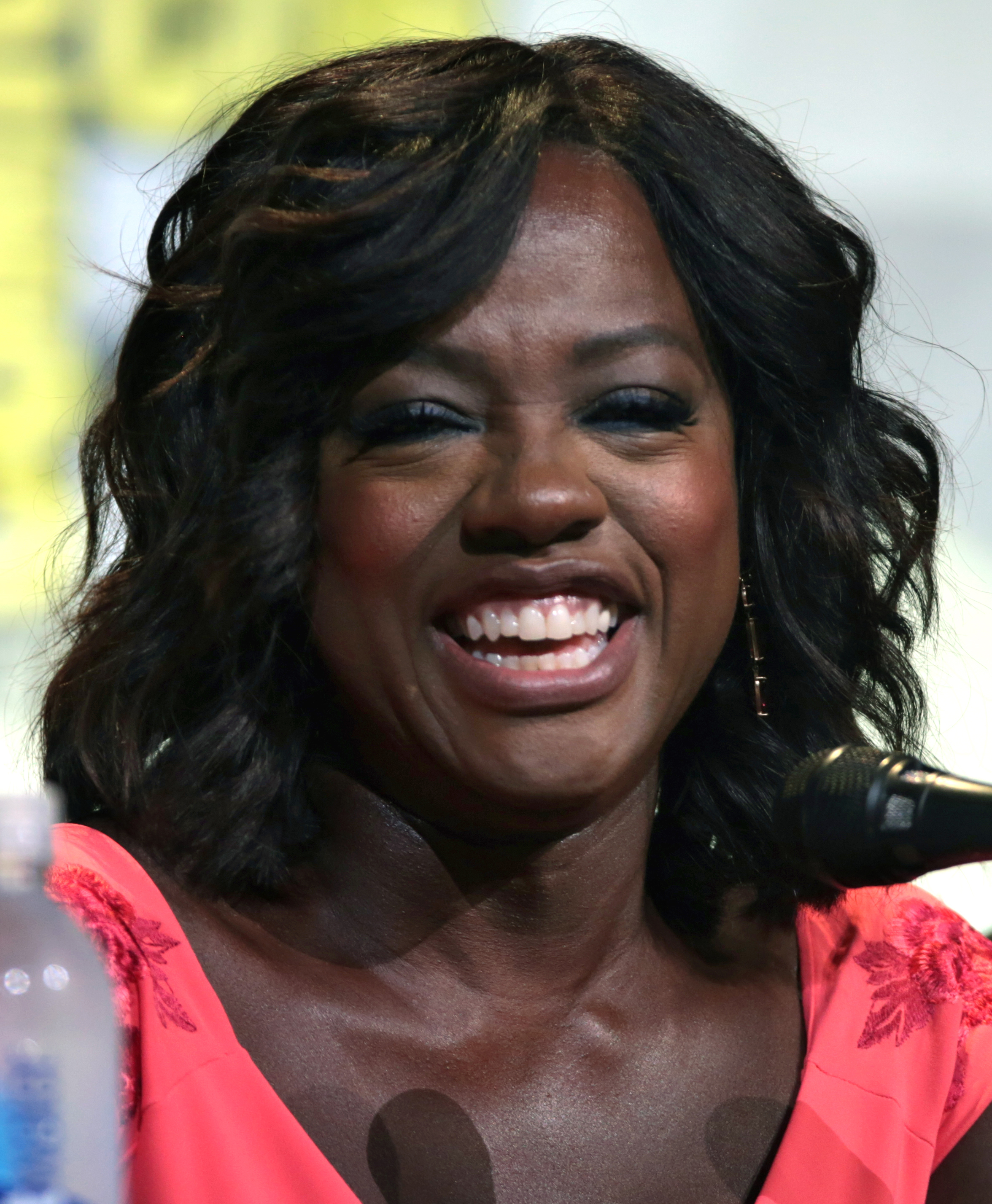
여우조연상 수상자 비올라 데이비스

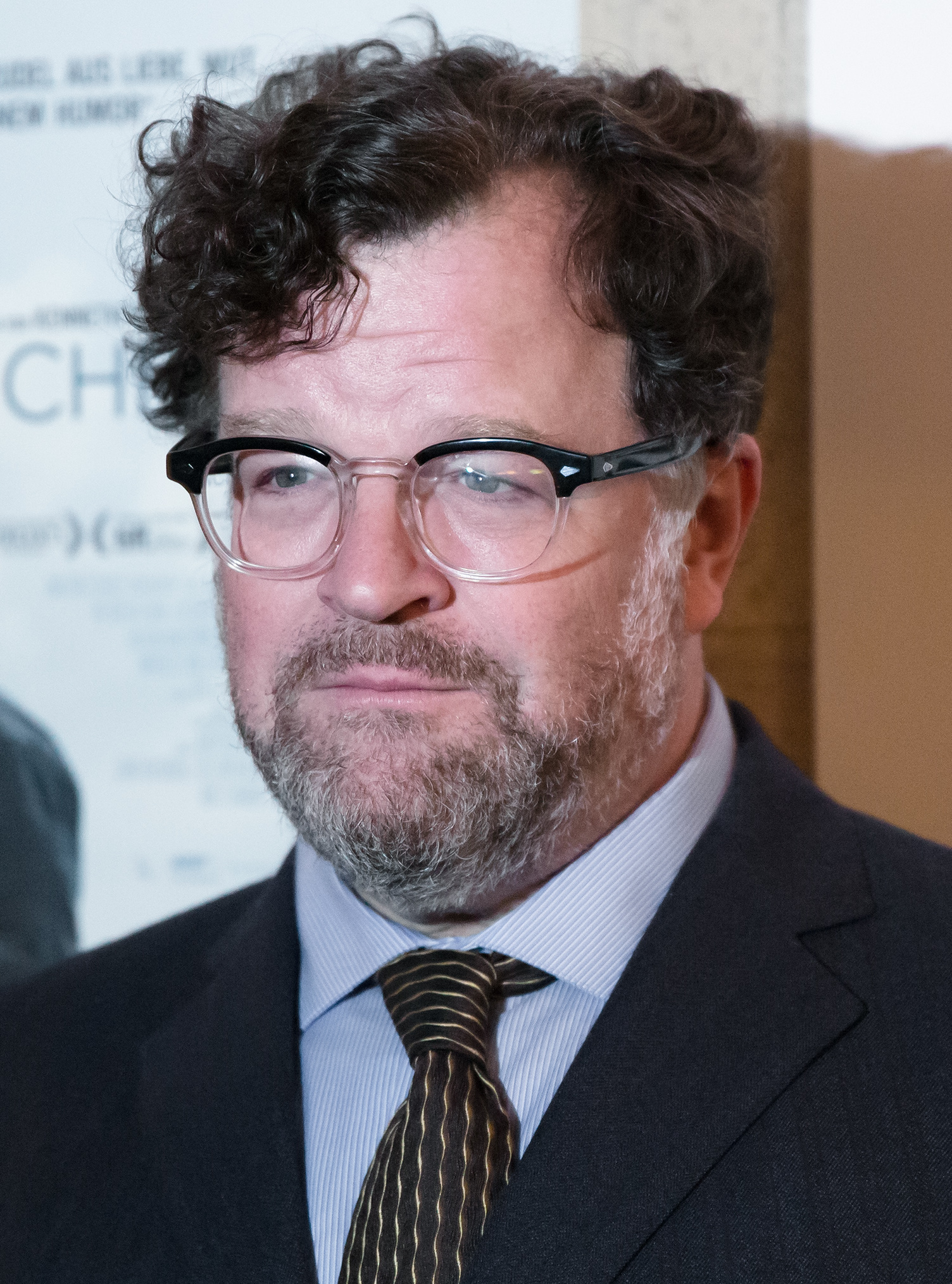
각본상 수상자 케네스 로너건

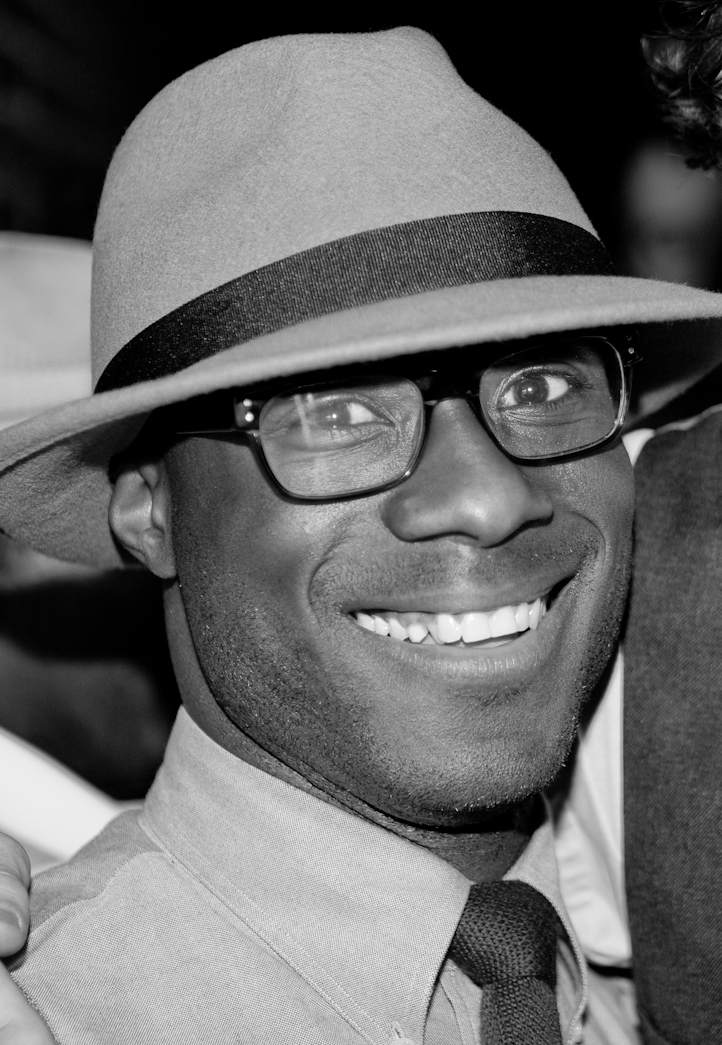
각색상 수상자 배리 젱킨스

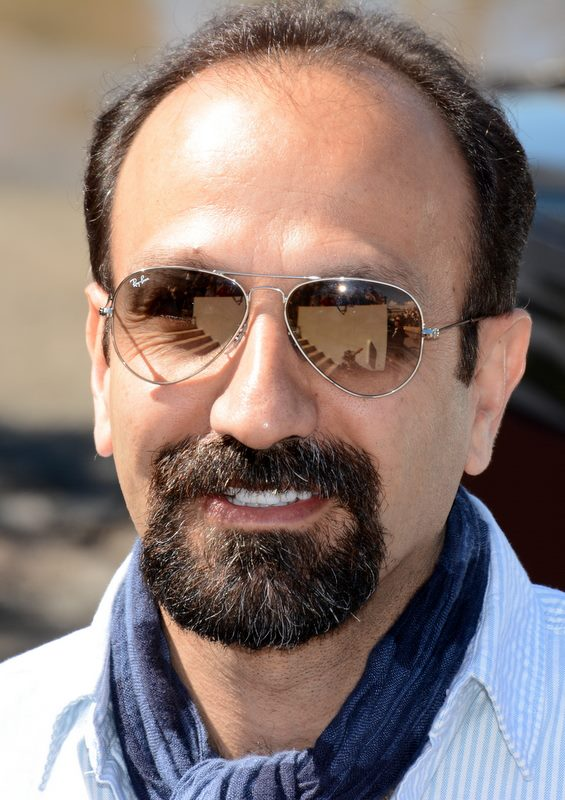
외국어 영화상 수상자 아시가르 파르하디

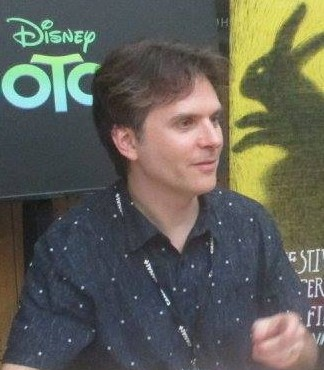
장편 애니메이션 작품상 공동 수상자 바이런 하워드

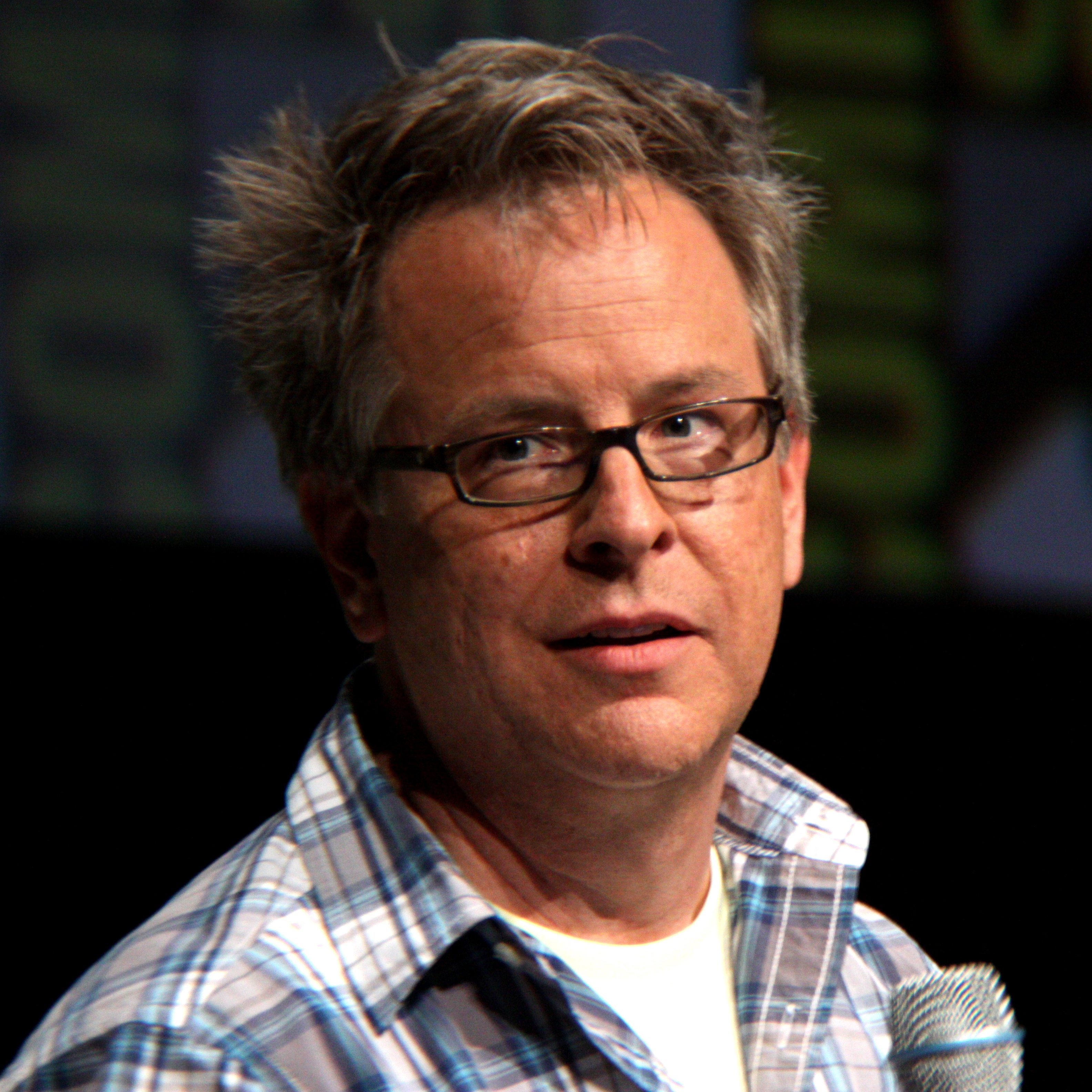
장편 애니메이션 작품상 공동 수상자 리치 무어

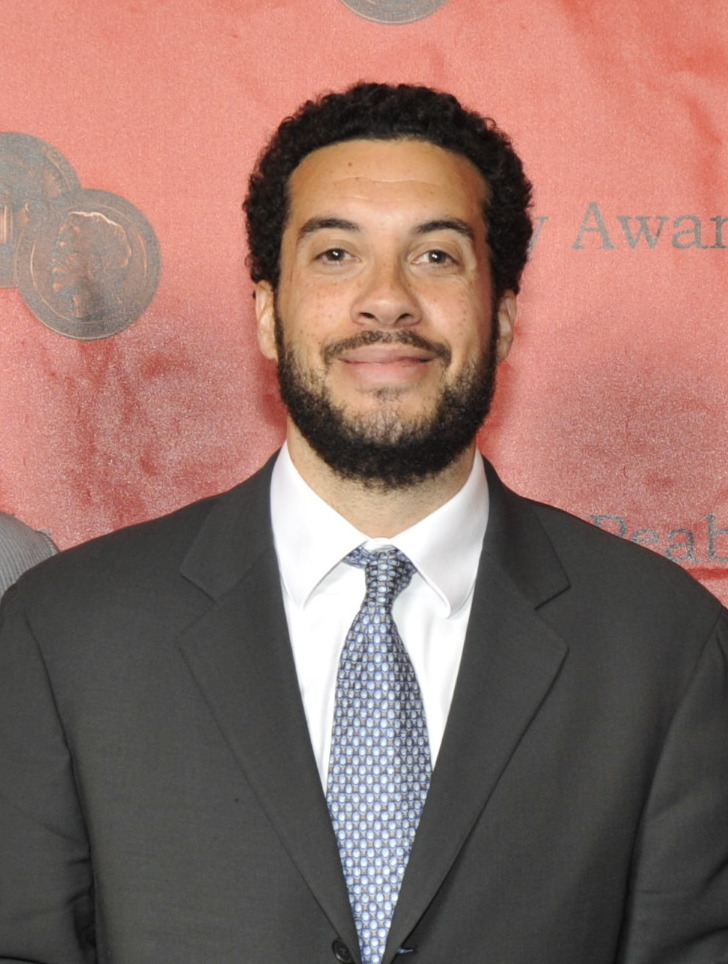
장편 다큐멘터리 영화상 공동 수상자 에즈라 에덜먼

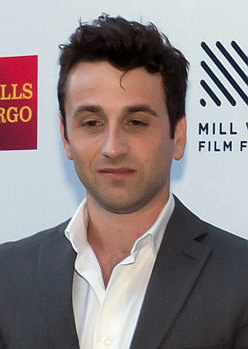
음악상과 주제가상 공동 수상자 저스틴 허위츠

수상자는 굵은 글씨 표시를 해놓았다.
| 작품상 | 감독상 |
| --- | --- |
| - 《문라이트》 – 아델 로만스키, 디디 가드너, 제러미 클라이너 - 《컨택트》 – 숀 레비, 댄 러빈, 에런 라이더, 데이비드 린드 - 《펜스》 – 스콧 루딘, 덴절 워싱턴, 토드 블랙 - 《핵소 고지》 – 빌 메카닉, 데이비드 퍼멋 - 《로스트 인 더스트》 – 칼라 해컨, 줄리 욘 - 《히든 피겨스》 – 도나 질로티, 피터 처닌, 제노 토핑, 퍼렐 윌리엄스, 시어도어 멜피 - 《라라랜드》 – 프레드 버거, 조던 호로위츠, 마크 플랫 - 《라이언》 – 에밀 셔먼, 이언 캐닝, 엔지 필더 - 《맨체스터 바이 더 씨》 – 맷 데이먼, 킴벌리 스튜어드, 크리스 무어, 로런 벡, 케빈 J. 월시 | - 데이미언 셔젤 – 《라라랜드》 - 멜 깁슨 – 《핵소 고지》 - 배리 젱킨스 – 《문라이트》 - 케네스 로너건 – 《맨체스터 바이 더 씨》 - 드니 빌뇌브 – 《컨택트》 |
| 남우주연상 | 여우주연상 |
| - 케이시 에플렉 – 《맨체스터 바이 더 씨》 - 리 챈들러 역 - 앤드루 가필드 – 《핵소 고지》 - 데즈먼드 T. 도스 역 - 라이언 고슬링 – 《라라랜드》 - 세바스찬 와일더 역 - 비고 모텐슨 – 《캡틴 판타스틱》- 벤 캐시 역 - 덴젤 워싱턴 – 《펜스》 - 트로이 맥슨 역 | - 엠마 스톤 – 《라라랜드》 - 미아 돌런 역 - 이자벨 위페르 – 《엘르》 - 미셸 르블랑 역 - 루스 네가 – 《러빙》 - 밀드레드 러빙 역 - 나탈리 포트먼 – 《재키》 - 재키 케네디 역 - 메릴 스트립 – 《플로렌스》 - 플로렌스 포스터 젱킨스 역 |
| 남우조연상 | 여우조연상 |
| - 마허샬라 알리 – 《문라이트》 - 후안 역 - 제프 브리지스 – 《로스트 인 더스트》 - 마커스 해밀턴 역 - 루커스 헤지스 – 《맨체스터 바이 더 씨》 - 패트릭 챈들러 역 - 데브 파텔 – 《라이언》 - 서루 브라이얼리 역 - 마이클 섀넌 – 《녹터널 애니멀스》 - 바비 앤더스 형사 역 | - 비올라 데이비스 – 《펜스》 - 로즈 맥슨 역 - 나오미 해리스 – 《문라이트》 - 폴라 역 - 니콜 키드먼 – 《라이언》 - 수 브라이얼리 역 - 옥타비아 스펜서 – 《히든 피겨스》 - 도러시 본 역 - 미셸 윌리엄스 – 《맨체스터 바이 더 씨》 - 랜디 챈들러 역 |
| 각본상 | 각색상 |
| - 《맨체스터 바이 더 씨》 – 케네스 로너건 - 《로스트 인 더스트》 – 테일러 셰리던 - 《라라랜드》 – 데이미언 셔젤 - 《더 랍스터》 – 요르고스 란티모스, 에프티미스 필리푸 - 《20세기 여인들》 – 마이크 밀스 | - 《문라이트》 – 배리 젱킨스, 터렐 앨빈 매크레이니 - 터렐 앨빈 매크레이니의 《달빛 아래 흑인 소년들은 푸르게 보인다》 - 《컨택트》 – 에릭 하이저러 - 테드 창의 《네 인생의 이야기》 - 《펜스》 – 오거스트 윌슨 - 오거스트 윌슨의 《펜스》 (사후 후보) - 《히든 피겨스》 – 앨리슨 슈로더, 시어도어 멜피 - 마고 리 셰털리의 《히든 피겨스》 - 《라이언》 – 루크 데이비스 - 사루 브라일리, 래리 버트로스의 《집으로》                         |
| 장편 애니메이션 작품상 | 외국어 영화상 |
| - 《주토피아》 – 바이런 하워드, 리치 무어, 클라크 스펜서 - 《쿠보와 전설의 악기》 – 트래비스 나이트, 아리앤 서트너 - 《모아나》 – 존 머스커, 론 클레먼츠, 오스냇 셔러 - 《내 이름은 꾸제트》 – 클로드 바라스, 막스 칼리 - 《붉은 거북》 – 미하엘 뒤독 더빗, 스즈키 도시오 | - 《세일즈맨》 - 아시가르 파르하디 (이란어) - 《랜드 오브 마인》 - 마르틴 산블리트 (덴마크어) - 《오베라는 남자》 - 한네스 홀름 (스웨덴어) - 《타나:지상 최고의 사랑》 - 마틴 버틀러, 벤틀리 딘 (나발어) - 《토니 에르트만》 - 마렌 아데 (독일) |
| 장편 다큐멘터리 영화상 | 단편 다큐멘터리 영화상 |
| - 《O.J.: 메이드 인 아메리카》 – 에즈라 에덜먼, 캐럴라인 워털루 - 《화염의 바다》 – 잔프란코 로시, 도나텔라 팔레르모 - 《아이 엠 낫 유어 네그로》 – 라울 펙, 레미 그렐레티, 에베르 펙 - 《라이프, 애니메이티드》 – 로저 로스 윌리엄스, 줄리 골드먼 - 《13번째》 – 에이바 듀버네이, 스펜서 애버릭, 하워드 배리시 | - 《더 화이트 헬멧츠》 – 올랜도 본 에인시덜, 조앤나 나타세가라 - 《익스트리미스》 – 댄 클라우스 - 《4.1 마일즈》 – 다프네 마치아라키 - 《조스 바이올린》 – 캐핸 쿠퍼먼, 라파엘라 니하우젠 - 《와타니: 마이 홈랜드》 – 마르셀 메텔지펜, 스티븐 엘리스 |
| 단편 영화상 | 단편 애니메이션 작품상 |
| - 《싱》 – 크리슈토프 데아크, 언너 우드버르지 - 《에느미 앵테리어》 – 셀림 아자지 - 《더 레일로드 레이디》 – 티모 폰 군텐, 기아쿤 카두프 - 《사일런트 나이트 (2016년 영화)사일런트 나이트》 – 아스케 방, 킴 망누손 - 《타임코드》 – 후안호 히메네스 | - 《파이퍼》 – 앨런 바릴라로, 마크 손드하이머 - 《블라인드 바이샤》 – 테오도르 우셰프 - 《바로드 타임》 – 앤드루 코츠, 루 하무라지 - 《피어 사이다 앤드 시가렛츠》 – 로버트 밸리, 카라 스펠러 - 《펄》 – 패트릭 오스본 |
| 음악상 | 주제가상 |
| - 《라라랜드》 – 저스틴 허위츠 - 《재키》 – 미카 레비 - 《라이언》 – 더스틴 오핼러런, 하우슈카 - 《문라이트》 – 니컬러스 브리틀 - 《패신저스》 – 토머스 뉴먼 | - "City of Stars" (《라라랜드》) – 작곡 저스틴 허위츠, 작사 벤제이 파섹, 저스틴 폴 - "Audition (The Fools Who Dream)" (《라라랜드》) – 작곡 저스틴 허위츠, 작사 벤제이 파섹, 저스틴 폴 - "Can't Stop the Feeling!" (《트롤》) – 작사 작곡 저스틴 팀버레이크, 맥스 마틴, 칼 요한 슈스테르 (쉘백) - "The Empty Chair" (《짐: 더 제임스 폴리 스토리》) – 작사 작곡 J. 랠프, 스팅 - "How Far I'll Go" (《모아나》) – 작사 작곡 린마누엘 미란다 |
| 음향편집상 | 음향효과상 |
| - 《컨택트》 – 실뱅 벨레마르 - 《딥워터 호라이즌》 – 윌리 스테이트먼, 레니 톤델리 - 《핵소 고지》 – 로버트 매켄지, 앤디 라이트 - 《라라랜드》 – 아이링 리, 밀드레드 라트루 모건 - 《설리: 허드슨강의 기적》 – 앨런 로버트 머리, 법 애스먼 | - 《핵소 고지》 – 케빈 오코널, 앤디 라이트, 로버트 매켄지, 피터 그레이스 - 《컨택트》 – 베르나르 가리에피 스트로블, 클로드 라 에 - 《라라랜드》 – 앤디 넬슨, 아이링 리, 스티브 A. 모로 - 《로그 원: 스타워즈 스토리》 – 데이비드 파커, 크리스토퍼 사라보시오, 스튜어트 윌슨 - 《13시간》 – 그레그 P. 러셀, 게리 서머스, 제프리 J. 해보쉬, 맥 루스                                                                                          |
| 미술상 | 촬영상 |
| - 《라라랜드》 – 데이비드 와스코, 샌드 레이놀즈와스코 - 《컨택트》 – 파트리스 베르므트, 파울 오트 - 《신비한 동물사전》 – 스튜어트 크레이그 애나 피넉 - 《헤일, 시저!》 – 제스 곤처, 낸시 헤이그 - 《패신저스》 – 가이 헨드릭스 디야스, 진 세드데나 | - 《라라랜드》 – 리누스 산드그렌 - 《컨택트》 – 브래드퍼드 영 - 《라이언》 – 그레그 프레이저 - 《문라이트》 – 제임스 랙스턴 - 《사일런스》 – 로드리고 프리에토 |
| 분장상 | 의상상 |
| - 《수어사이드 스쿼드》 – 알레산드로 베르톨라치, 조르조 그레고리니, 크리스토퍼 넬슨 - 《오베라는 남자》 – 에바 본 바르, 로베 라르손 - 《스타트렉 비욘드》 – 조엘 할로 리처드 알론조 | - 《신비한 동물사전》 – 콜린 애트우드 - 《얼라이드》 – 조애나 존스턴 - 《플로렌스》 – 콘솔라타 보일 - 《재키》 – 마들린 퐁탠 - 《라라랜드》 – 메리 조프레즈 |
| 편집상 | 시각효과상 |
| - 《핵소 고지》 – 존 길버트 - 《컨택트》 – 조 워커 - 《로스트 인 더스트》 – 제이크 로버츠 - 《라라랜드》 – 톰 크로스 - 《문라이트》 – 냇 샌더싀 and 조이 맥밀런 | - 《정글북》 – 로버트 르가토, 애덤 밸디즈, 앤드루 R. 존스, 댄 레먼 - 《딥워터 호라이즌》 – 크레이그 해먹, 제이슨 스넬, 제이슨 빌링턴, 버트 돌턴 - 《닥터 스트레인지》 – 스테판 스레티, 리처드 블러프, 빈센트 치렐리, 폴 코볼드 - 《쿠보와 전설의 악기》 – 스티브 에머슨, 올리버 존스, 브라이언 매클레인, 브래드 시프 - 《로그 원: 스타워즈 스토리》 – 존 놀, 모헨 레오, 핼 히클, 닐 코볼드                                                 |

## 발표자와 공연자
다음의 인물들은 시상식에서 상 발표나 음악 공연을 한 사람들이다.

### 발표자
| 이름                                                      | 역할                                                                                  |
| --------------------------------------------------------- | ------------------------------------------------------------------------------------- |
| 랜디 토머스 Randy Thomas                                  | 제89회 아카데미 시상식 아나운서                                                       |
| 알리시아 비칸데르                                         | 남우조연상 발표자                                                                     |
| 제이슨 베이트먼, 케이트 매키넌                            | 분장상과 의상상 발표자                                                                |
| 타라지 P. 헨슨, 캐서린 존슨, 저넬 모네이, 옥타비아 스펜서 | 장편 다큐멘터리 영화상 발표자                                                         |
| 드웨인 존슨                                               | 주제가 상의 후보곡 《How Far I'll Go》의 공연 발표자                                  |
| 셰럴 분 아이작스 (AMPAS 회장)                             | 영화와 다양성의 이익 관련 특별 연설                                                   |
| 크리스 에반스, 소피아 부텔라                              | 음향효과상과 음향편집상 발표자                                                        |
| 빈스 본                                                   | 가버너 상 수상자 발표자                                                               |
| 마크 라일런스                                             | 여우조연상 발표자                                                                     |
| 샤를리즈 테론, 셜리 매클레인                              | 외국어 영화상 발표자                                                                  |
| 데브 파텔                                                 | 주제가 상의 후보곡 《The Empty Chair》의 공연 발표자                                  |
| 가엘 가르시아 베르날, 헤일리 스타인펠드                   | 단편 애니메이션 작품상과 장편 애니메이션 작품상 발표자                                |
| 제이미 도넌 다코타 존슨                                   | 미술상 발표자                                                                         |
| 펄리시티 존스 , 리즈 아메드                               | 시각효과상 발표자                                                                     |
| 마이클 J. 폭스, 세스 로건                                 | 편집상 발표자                                                                         |
| 살마 아예크, 데이비드 오옐러워                            | 단편 다큐멘터리 영화상과 단편 영화상 발표자                                           |
| 존 조, 레슬리 맨                                          | 아카데미 과학기술상 부분 발표자                                                       |
| 하비에르 바르뎀, 메릴 스트립                              | 촬영상 발표자                                                                         |
| 라이언 고슬링, 엠마 스톤                                  | 주제가 상의 후보곡 《Audition (The Fools Who Dream)》과 《City of Stars》 공연 발표자 |
| 새뮤얼 L. 잭슨                                            | 음악상 발표자                                                                         |
| 스칼렛 조핸슨                                             | 주제가상 발표자                                                                       |
| 제니퍼 애니스턴                                           | 고인을 추모하며 부문 발표자                                                           |
| 벤 애플렉, 멧 데이먼                                      | 각본상 발표자                                                                         |
| 에이미 애덤스                                             | 각색상 발표자                                                                         |
| 할리 베리                                                 | 감독상 발표자                                                                         |
| 브리 라슨                                                 | 남우주연상 발표자                                                                     |
| 레오나르도 디카프리오                                     | 여우주연상 발표자                                                                     |
| 워런 비티, 페이 더너웨이                                  | 작품상 발표자                                                                         |

1. ↑  AMPAS는 휴대 전화를 위용해 투표자들과 접촉한 투표 규정 위반 행위를 발견한 후 러셀의 후보자 자격을 박탈하였다.[6]
2. ↑  벤 애플렉의 동행으로만 언급

### 공연자
| 이름                                    | 역할                   | 공연 곡                                                               |
| --------------------------------------- | ---------------------- | --------------------------------------------------------------------- |
| 해롤드 휠러                             | 음악 편곡자이자 지휘자 | 오케스트라                                                            |
| 저스틴 팀버레이크                       | 공연자                 | 《트롤》의 《Can't Stop the Feeling!》, 《Lovely Day》                |
| 아울리이 크러발리오 and 린매뉴얼 미란다 | 공연자                 | 《모아나》의 《How Far I'll Go》                                      |
| 스팅                                    | 공연자                 | 《짐: 더 제임스 폴리 스토리》의 《The Empty Chair》                   |
| 존 레전드                               | 공연자                 | 《라라랜드》의 《City of Stars》와 《Audition (The Fools Who Dream)》 |
| 세라 바렐리스                           | 공연자                 | 고인을 추모하며 부문 동안 《Both Sides, Now》                         |
| 지미 키멜                               | 지휘자                 | 각본상 수상 방해 음악                                                 |

## 논란
마지막 순서인 작품상 시상 부문에서 영화 《라 라 랜드》가 수상작으로 발표되었다가 잠시 후 영화 《문라이트》로 정정 발표되는 해프닝이 있었다.

## 같이 보기
- 제37회 골든 래즈베리상
- 제69회 프라임타임 에미상
- 제70회 영국 아카데미 영화상
- 제74회 골든 글로브상